# Astracantha gummifera
Astracantha gummifera är en ärtväxtart som beskrevs av Jacques-Julien Houtou de La Billardière som Astragalus gummifer 1790. Den flyttades 1983 till Astracantha av Dieter Podlech (som flyttade tillbaka den till Astragalus 1997). Astracantha gummifera ingår i släktet Astracantha och familjen ärtväxter. Inga underarter finns listade i Catalogue of Life.